# Picinae
Sous-famille
Les Picinae (ou picinés en français) sont la principale sous-famille de la famille des Picidae comprenant les pics  sensu stricto (hormis les torcols et les picumnes). Le nom de pic provient du latin populaire piccus, substantif formé à partir de l'onomatopée imitant le bruit que font ces oiseaux en frappant de leur bec les arbres.

## Comportement
Les pics jouent un rôle majeur dans l'écosystème forestier, notamment en étant capables de détecter les insectes xylophages ou saproxylophages à travers le bois et l'écorce. Ce sont des régulateurs importants de l'entomofaune, et d'invertébrés susceptibles de poser un problème aux sylviculteurs s'ils venaient à pulluler, mais cependant nécessaires au cycle du bois-mort et du carbone et des nutriments. Leurs mouvements de tête, quasi vibratoires, parce que répétés, agissent comme un marteau piqueur, si bien que leur crâne encaisse de nombreux chocs. Les pics ont adopté des mécanismes adaptatifs pour résister à ces chocs : os spongieux du crâne, cartilage sur la mandibule qui l'isole partiellement du crâne ; des muscles tapissant le plancher de la bouche jouent le rôle de frein principal ; les muscles de son cou vigoureux se contractent avant l'impact.
Ces oiseaux sont, avec les Perroquets, les seuls qui aient les pattes zygodactyles (premier et quatrième doigt en avant et deux, deuxième et troisième en arrière), ce qui en fait d'excellents grimpeurs. Leurs doigts sont armés d'une griffe courbe très acérée, constituant un crochet qui s'incruste dans le bois, leur assurant une progression rapide et sûre. Pour grimper sur un fût vertical, un second appui nécessaire est apporté par leur queue munie de 10 rectrices dont la rigidité est redevable à un rachis très résistant et pointu à son apex, l'extrémité aiguë de ces plumes s'appliquant avec force contre la surface. Ils ont comme particularité de posséder un bec pointu pour sortir les insectes avec leur longue langue effilée (munie de nombreux petits crochets) et rendue visqueuse par la sécrétion de la paire de glandes salivaires très développées dans le plancher buccal.
Le martèlement lent du tronc des arbres (coups de bec espacés et brefs) dont les pics se servent pour localiser et chercher leur nourriture (insectes et larves) par creusement, est différent du « tambourinage » (coups de bec puissants très rapides, surtout à la fin de l'hiver et au début du printemps) qui a pour fonction la recherche d'une partenaire et l'affirmation du territoire. Chaque espèce se différencie par un tambourinage spécifique (suivant la fréquence, l'amplitude uniforme ou accélérée, la résonance et la durée).

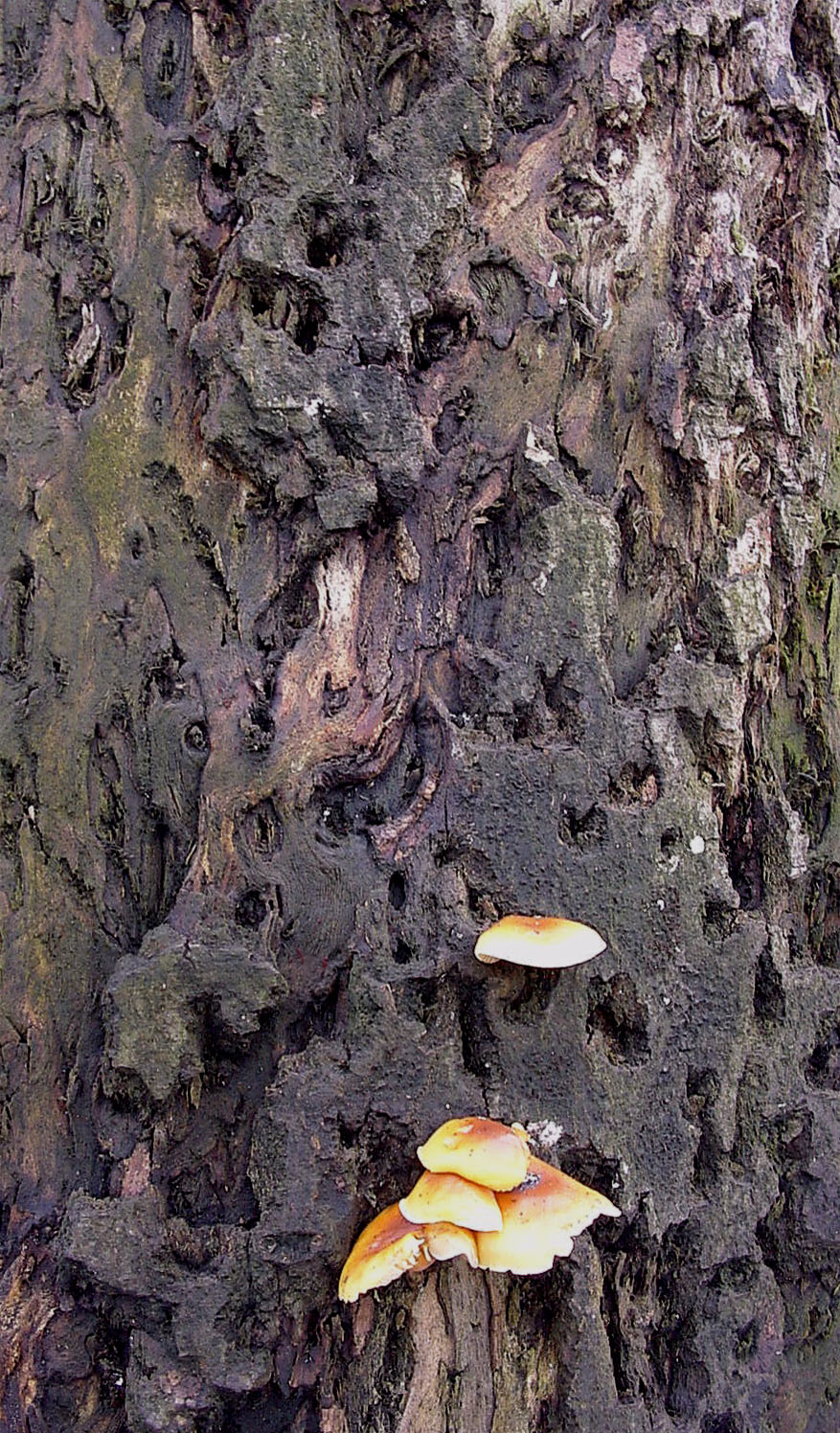
Tronc piqueté
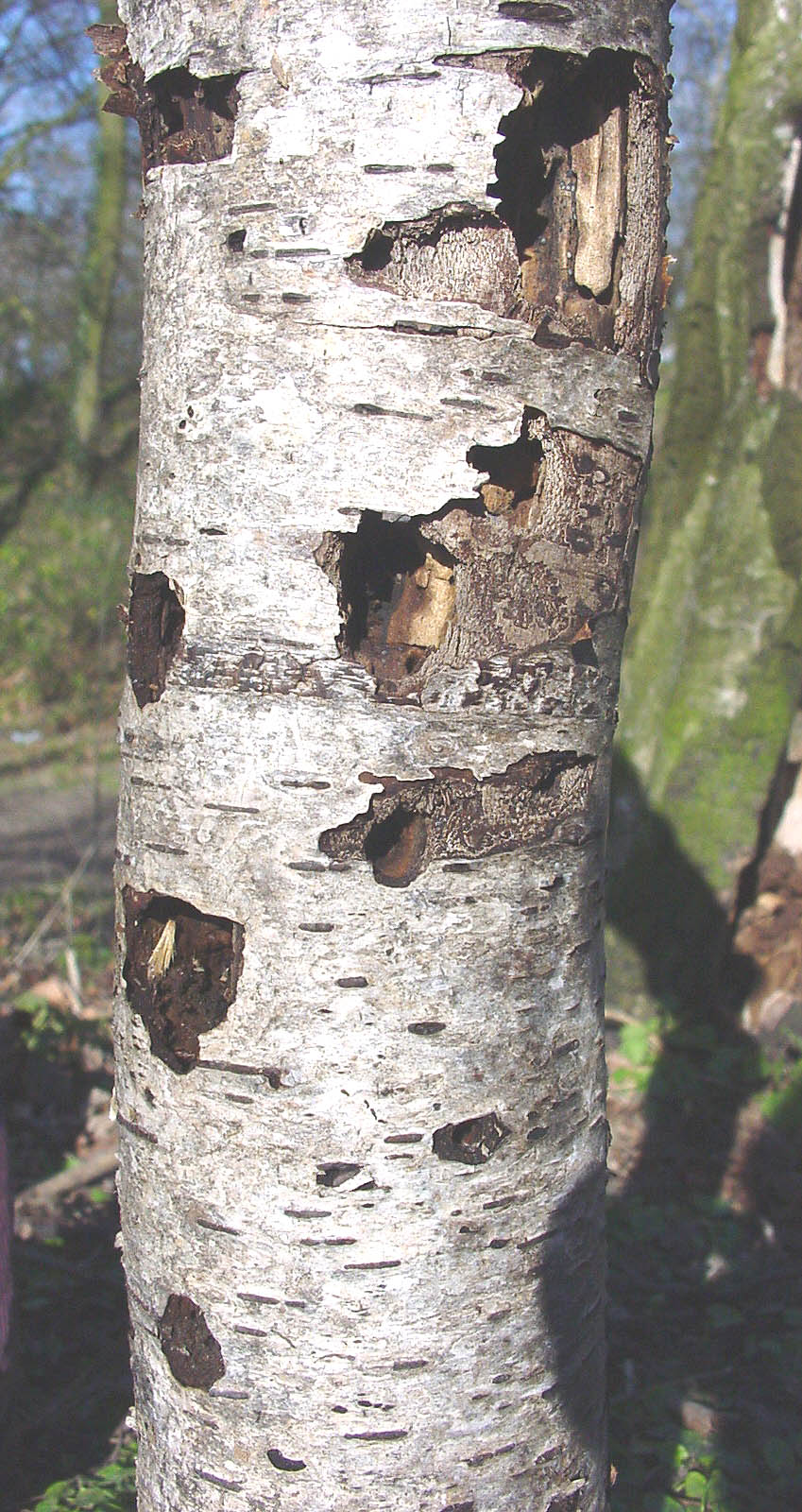
Trous de pics dans un bouleau
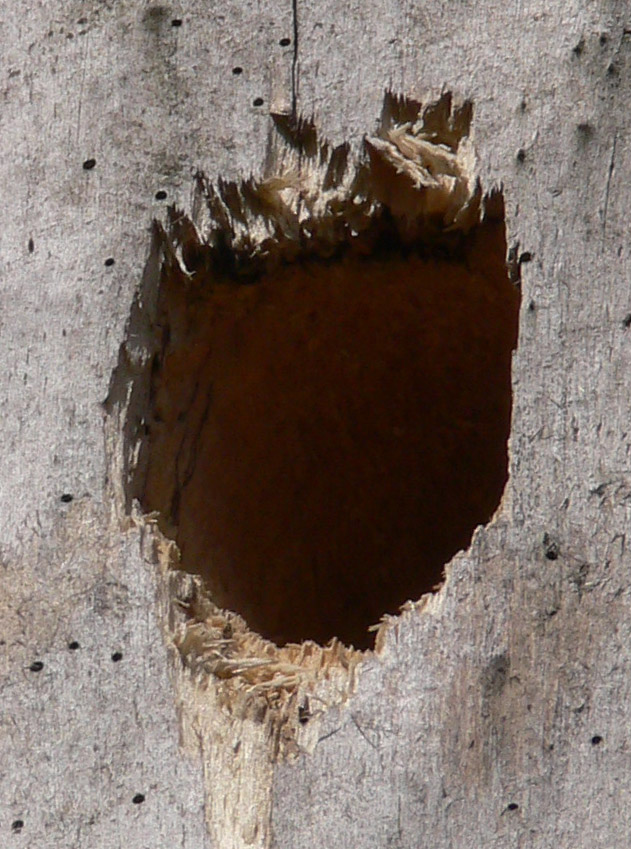
Trou de pic fraichement creusé (dans un tronc de peuplier mort utilisé comme chronoxyle)

Les pics jouent aussi un rôle important en laissant leurs cavités abandonnées à d'autres espèces d'oiseaux (chouette, étourneau, mésange charbonnière, pigeon colombin, sitelle ... ; calaos...) et d'autres espèces dites cavicoles (chauves-souris...) qui y nichent, s'y reproduisent, ou les utilisent pour ensemencer le bois mort (ci-dessus, peuplier ou bouleau).
On les appelle « tapeur » en Guadeloupe, et « picbois » au Québec.

## Liste des genres
D'après la classification de référence (version 2.9, 2011) du Congrès ornithologique international (ordre phylogénique) :
- Hemicircus (2 espèces)
- Melanerpes (24 espèces)
- Sphyrapicus (4 espèces)
- Xiphidiopicus (1 espèce)
- Campethera (12 espèces)
- Geocolaptes (1 espèce)
- Dendropicos (15 espèces)
- Dendrocopos (24 espèces)
- Picoides (12 espèces)
- Veniliornis (14 espèces)
- Piculus (7 espèces)
- Colaptes (13 espèces)
- Celeus (11 espèces)
- Dryocopus (7 espèces)
- Campephilus (11 espèces)
- Chrysophlegma (3 espèces)
- Picus (12 espèces)
- Dinopium (4 espèces)
- Chrysocolaptes (3 espèces)
- Gecinulus (2 espèces)
- Sapheopipo (1 espèce)
- Blythipicus (2 espèces)
- Reinwardtipicus (1 espèce)
- Micropternus (1 espèce)
- Meiglyptes (3 espèces)
- Mulleripicus (3 espèces)